# Matthew Rauch
Matthew Rauch est un acteur américain, surtout connu pour son rôle de Clay Burton dans la série Banshee.

## Filmographie

### Cinéma
- 2004 : Invitation to a Suicide
- 2007 : Le Goût de la vie
- 2009 : Breaking Point de Jeff Celentano
- 2012 : Girls Against Boys
- 2013 : Le Loup de Wall Street
- 2013 : Last Days of Summer
- 2013 : Antidote

### Télévision
- 2001 : New York, section criminelle
- 2002 : FBI : Portés disparus
- 2010 : Blue Bloods
- 2011 : Person of Interest
- 2012 : Elementary
- 2013 : Banshee
- 2013 : Blacklist
- 2015 : Shades of Blue
- 2017 : New York, unité spéciale
- 2018 : Seven Seconds
- 2019 : Chambers
- 2020 : Betty
- 2022 : Plan de carrière
- 2022 : The Terminal List